# 施瓦察赫河 (美因河支流)
49°48′17.5″N 10°13′25″E / 49.804861°N 10.22361°E
施瓦察赫河（德語：Schwarzach），是德國的河流，位於該國東南部，由巴伐利亞負責管轄，屬於美因河的左支流，河道全長21.4公里，流域面積179.1平方公里，河口處在美因河畔施瓦察赫。
施瓦察赫河的名称Schwarzach源自古高地德语“swarz”和“aha”，意为“黑河”。